# 정량 감수성 지도화

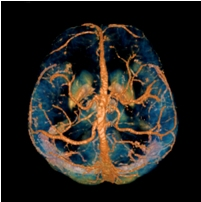
3 Tesla에서 획득하고 형태학 활성화 쌍극자 역전(morphology enabled dipole inversion, MEDI)으로 재구성된 볼륨 렌더링된 뇌 QSM.

정량 감수성 지도화(quantitative susceptibility mapping, QSM)는 기존의 감수성 가중치 영상(susceptibility weighted imaging, SWI)과 다른 자기공명영상(MRI)의 새로운 대비(contrast) 메커니즘을 제공한다.
QSM의 복셀(voxel) 강도는 기본 조직의 겉보기 자기 민감도에 선형적으로 비례하며, 이는 철, 칼슘, 가돌리늄 및 초 상자성 산화철(super paramagnetic iron oxide, SPIO) 나노 입자를 포함한 특정 바이오마커의 화학적 식별 및 정량화에 유용하다. QSM은 위상 이미지를 활용하고 자기장을 민감성 소스 역 문제로 해결하고 3차원 민감도 분포를 생성한다. 특정 종류의 물질에 대한 정량적 특성과 민감성으로 인해 잠재적인 QSM 응용 분야에는 뇌 미세 출혈 및 신경퇴행성 질환의 표준화된 정량적 계층화, 대비 강화 MRI의 정확한 가돌리늄 정량화, 나노 의학의 표적 치료 약물 생체 분포의 직접 모니터링이 포함된다.

## 같이 보기
- 층밀림비율
- 자기 감수율
- 혈액-산소-농도-의존 영상
- 기능자기공명영상법